# Nue

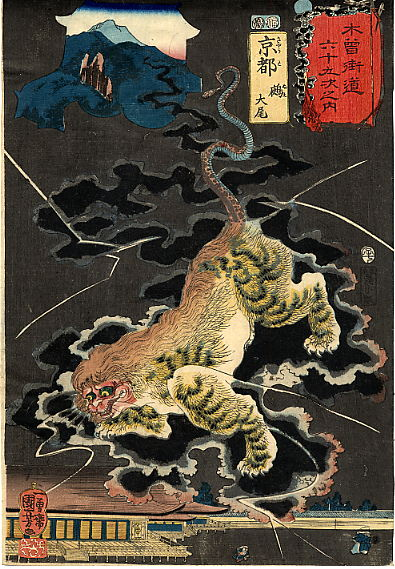
Nue målad av Kuniyoshi Utagawa

Nue (鵺 "nue") är en japansk mytisk varelse med skräckinjagande utseende. Den är slank och elegant - har huvud från en apa, rygg från en tanuki, ben och tassar från en tiger och svansen är lik en orm med sitt huvud i svansspetsen. 
En Nue sägs bland mycket annat ha varit inblandad i kejsare Konoes plötsliga och oförklarliga sjukdom år 1153. Samtidigt kunde nattetid höras en sällsamt obehaglig fågelsång som tystnade på dagarna. Den berömde bågskytten och poeten Yorimasa anade "ugglor i mossen" och begav sig med sin väpnare en natt ut i palatsets trädgård på spaning. Yorimasa sköt en pil mot ljudet och träffade sitt mål. Ur träden föll en hemsk Nue, som landade på den stackars väpnaren, som blev biten, men ändå rådigt han avliva monstret. Kejsaren tillfrisknade snabbt och belönade Yorimasa med ett berömt svärd och en ädel hovdam till maka.
Nue är ett uppskattat motiv hos japanska netsuke-snidare.